# Thyridanthrax compactus
Thyridanthrax compactus är en tvåvingeart som först beskrevs av Enrico Adelelmo Brunetti 1920.  Thyridanthrax compactus ingår i släktet Thyridanthrax och familjen svävflugor. Inga underarter finns listade i Catalogue of Life.